# Петров, Алексей Владимирович (хоккеист, 1983)
Алексе́й Влади́мирович Петро́в (род. 1 февраля 1983, Ухта, Коми АССР) — российский хоккеист, защитник.

## Биография
Воспитанник воркутинского хоккея. Начал профессиональную карьеру в 2001 году в составе клуба Высшей лиги «Липецк». В следующем сезоне дебютировал в Суперлиге в составе нижнекамского «Нефтехимика». За 31 матч он набрал лишь 3 (0+3) очка, и перед началом следующего сезона вернулся в Высшую лигу в состав лениногорского «Нефтяника».
Конец сезона 2003/04 Петров провёл в пензенском «Дизеле», после чего подписал контракт с московскими «Крыльями Советов», где провёл 3 года, внеся свой вклад в выход команды в Суперлигу в сезоне 2005/06. За это время Петров набрал 39 (13+26) очков в 138 матчах, после чего заключил соглашение с воскресенским «Химиком».
В самом конце дебютного сезона КХЛ перешёл в петербургский СКА, где за 2 года не сумел стать крепким игроком основного состава. 9 мая 2011 года руководство продлило соглашение с защитником ещё на 2 сезона. В сезоне 2011/12 Петров провёл на площадке 32 матча, в которых набрал 2 (0+2) очка. 15 января 2012 года был обменян в нижегородское «Торпедо» на Дмитрия Воробьёва. За оставшуюся часть сезона сыграл 22 матча, набрав 3 (1+2) очка, однако уже 5 мая вернулся в СКА, который отдал за него «Торпедо» выбор в первом раунде драфта-2012.

## Достижения
- Обладатель Кубка Шпенглера 2010.
- Бронзовый призёр Чемпионата КХЛ в составе Трактора (2017/2018).

## Статистика
| Легенда | Легенда                    | Легенда | Легенда                   | Легенда | Легенда    |
| ------- | -------------------------- | ------- | ------------------------- | ------- | ---------- |
| И       | Количество проведённых игр | Штр     | Штрафное время            | +/−     | Плюс-минус |
| Г       | Голы                       | П       | Голевые передачи          | О       | Очки       |
| -       | Статистика неизвестна      | —       | Статистика не учитывалась |         |            |

### Клубная карьера
- a В этом сезоне в «Плей-офф» учитывается статистика игрока в Кубке Надежды.